# Thomas Hardwicke
Thomas Hardwicke (1755 - 1835) fue un militar y un naturalista británico.
A los 22 años, se emplea en la Compañía Británica de las Indias Orientales y trabaja en la India de 1777 a 1823. Llega al rango de mayor general en 1819, y se retira del servicio en 1823, volviendo a Gran Bretaña.
Durante su carrera militar en India, realiza muchas travesías por el subcontinente. Comienza a formar una rica colección de especímenes zoólogicos y de ilustraciones naturalistas. Emplea numerosos artistas hindúes desconocidos, donde se adaptan a su estilo de la demanda de ilustraciones científicas, utilizando la acuarela. La colección, comprendiendo 4500 ilustraciones, fue adquirida por el British Museum en 1835, aunque, en parte, fue transferida más tarde al Museo de Historia Natural de Londres.
El entusiasmo de Hardwicke fue compartido por los principales científicos británicos conquienes intercambiaban correspondencia. Estuvo en contacto con Sir Joseph Banks (1743-1820), presidente de la Royal Society, de la que sería miembro en 1813. Su colección de ilustraciones fue exitosamente utilizada por muchos zoólogos como John Edward Gray (1800-1875). Este publica, de 1830 a 1835, Illustrations of Indian Zoology, financiado por Hardwicke y que presenta 202 grandes planchas. Mas fallece antes de poder escribir el texto acompañante de la obra.

## Honores

### Eponimia
Género
- (Fabaceae) Hardwickia Roxb.[1]

Especies botánicas
- (Convolvulaceae) Convolvulus hardwickii Spreng.[2]

- (Fabaceae) Desmodium hardwickianum Voigt[3]

- (Valerianaceae) Valeriana hardwickii Thwaites[4]

- (Valerianaceae) Valeriana hardwickiana Schult.[5]

Especies zoólogicas
- Apolo azul común Parnassius hardwickii
- Raya dormilona Temera hardwickii
- Pez de Hardwicke Solegnathus hardwickii
- Wrasse de Hardwicke Thalassoma hardwickii
- Gecko leopardo este indiano Eublepharis hardwickii
- Lagarto de Hardwicke de cola espinosa Uromastyx hardwickii
- Víbora de mar Lapemis hardwickii
- Ave paseriforme Chloropsis hardwickii
- Ave caradiforme Gallinago hardwickii
- Murciélago de Hardwicke Kerivoula hardwickii
- Murciélago de cola corta Rhinopoma hardwickii

## Fuente
- Traducción de los Arts. de lengua inglesa y francesa de Wikipedia
- La abreviatura «Hardw.» se emplea para indicar a Thomas Hardwicke como autoridad en la descripción y clasificación científica de los vegetales.[6]

## Abreviatura (zoología)
La abreviatura Hardwicke  se emplea para indicar a Thomas Hardwicke como autoridad en la descripción y taxonomía en zoología.